# Trichomalus oxygyne
Trichomalus oxygyne är en stekelart som beskrevs av Graham 1969. Trichomalus oxygyne ingår i släktet Trichomalus och familjen puppglanssteklar.
Artens utbredningsområde är:
- Nederländerna.
- Sverige.

Arten är reproducerande i Sverige. Inga underarter finns listade i Catalogue of Life.